# 水端あさみ
水端 あさみ（みずはた あさみ、1990年12月9日 - ）は、日本のAV女優。LIGHT所属。

## 略歴
2022年5月、マドンナ専属女優としてAVデビュー。
2023年1月20日、自身のツイッターにて専属を離れ企画単体女優となったことを報告。
2023年7月23日、東京・レフカダ新宿で行われた「かるーくライトにイキましょう！女子マネ生誕SP」に出演。
2024年4月16日、東京・三軒茶屋グレープフルーツムーンにて開催されたMilky Pop Generation主催の音楽イベント『月で逢いましょう vol.91 ニューカマースペシャル』に出演し、Kiroro「未来へ」、Every Little Thing「fragile」、ZARD「負けないで」のカバーを披露した。
9月23日週FANZA通販ランキングでは『W不倫寝取り合い 末広純 水端あさみ』（h.m.p）が初登場5位ランクイン。

## 人物
初体験は中学生の時で、相手はかっこいいと思っていたお互いに性的な事に興味を持っていた同級生の男。場所は自分が通っていた小学校の校庭。看護師免許を持っており、実務経験もある。
20代の頃からAV女優の仕事に興味があり機会があればなりたいと思っていて、30歳になった時に「今このタイミングを逃したら、もうなれる機会を逃してしまう」と思い、初めて「AV女優　仕事」といった検索ワードで探して自ら応募した。

## 作品

### アダルトDVD
- キミに出逢って美人の概念が壊れた―。 水端あさみ 32歳 AV DEBUT（5月24日、マドンナ）※Blu-ray Disc版同時発売
- 美人の常識を覆す人妻、マドンナ専属『第2章』―。 夫を忘れるほど没頭する汗と愛液が絡み合う接吻性交 水端あさみ（6月28日、マドンナ）※Blu-ray Disc版同時発売
- 大型専属『初』本格NTR作品―。 パートタイムNTR 水端あさみ（7月26日、マドンナ）
- 体液ドロドロ汗だく人妻不動産レディ 中年オヤジの物件案内ねっとり粘着羞恥 水端あさみ（8月23日、マドンナ）
- 水端あさみ 中出し解禁!! 私が主人以外の男に孕まされるまで…。（9月27日、マドンナ）
- 妻の妊娠中、オナニーすらも禁じられた僕は上京してきた義母・あさみさんに何度も種付けSEXをしてしまった…。（10月25日、マドンナ）
- 永遠に終わらない、中出し輪姦の日々。水端あさみ（11月22日、マドンナ）

- 『予約半年待ちリピ率100％ 某メンズエステ店 密室×密着 イキ過ぎた禁断サービス 9』（2023年2月24日、DOC）
- 同窓会の後は… 水端あさみ（2023年2月28日、タカラ映像）
- 旦那直送貸し出し セックスレス妻初めてのNTR あさみ（30歳） 水端あさみ（2023年3月7日、パコパコ団とゆかいな仲間たち/妄想族）
- 不倫旅行 背徳中毒の人妻 夫以外の精液を、顔と子宮に注がれる快感に蕩けたふしだらな人妻 水端あさみ（2023年3月14日、オーロラプロジェクト・アネックス）
- 恥辱、陵●、とびっこ装着・繁華街デート！4 ～人妻編 水端あさみ（2023年3月28日、セレブの友）
- アルバイト先の人妻と旦那さんに内緒で密会しています。 水端あさみ（2023年3月28日、h.m.p DORAMA）
- 淫照教育ママをヤっつけろ！ 水端あさみ（2023年4月4日、グローリークエスト）
- ホイホイえろきゅん 7 素人ホイホイ・えろきゅん・個人撮影・美女・マッチングアプリ・ハメ撮り・素人・SNS・裏アカ・酒好き・顔射・美乳・スレンダー・コスプレ（2023年4月11日、素人ホイホイ/妄想族）
- ママ友の仲良し美人奥様2人が【童貞君を探し出して筆おろしセックス出来たら100万円！？】に挑戦！夫に内緒で童貞求めてはじめての逆ナンパ！！見つけ出したガチガチ年下童貞チ○ポに興奮しちゃったご無沙汰人妻2人がチ○ポ奪い合うハーレム筆おろしW生中出しSP（2023年4月14日、赤面女子）
- パンスト妄想脚 水端あさみ（2023年4月18日、ミル）
- 危険日の密会 義弟の精子で妊娠した私…。 水端あさみ（2023年4月18日、KSB企画/エマニエル）
- 辛抱堪らん 義理の娘でもおじさんは 水端あさみ（2023年4月25日、タカラ映像）
- 一般男女モニタリングAV 二次会帰りの終電間際に突撃交渉！友達同士の大人の男女が中出し1発10万円の過激ミッションに挑戦！ほろ酔い若妻2人が既婚男性とラブホテルで朝までハーレム逆3P連続射精セックス！互いの家庭を忘れた秘密の乱交は1発限りじゃ収まらない！！（2023年5月2日、ディープス）
- 騎乗位の天才！ドスケベ奥さま あさみさん（32） 締め付けグラインド＆子宮打撃騎乗！痙攣絶頂に狂う変態妻と淫乱ドM性交 激・肉欲不倫 水端あさみ（2023年5月9日、オーロラプロジェクト・アネックス）
- 綺麗な近所の奥さんが 水端あさみ（2023年5月9日、タカラ映像）
- あなたの嫌うあの人と・・ ～夫を助けるために妻は上司に抱かれた～ 水端あさみ（2023年5月9日、ながえスタイル）
- 生理的に嫌いな義父に犯●れ中出しされ続けた黒ハイソックス美脚妻 水端あさみ（2023年5月12日、人妻花園劇場）
- 禁断◆エロのお世話してみました vol.01（2023年6月9日、DOC）
- 卑劣な夫のお兄さんに毎日犯●れています…。 水端あさみ（2023年6月20日、プラネットプラス）
- ホイホイぱんち29発目 素人ホイホイZ・個人撮影・美女・マッチングアプリ・ハメ撮り・素人・SNS・裏アカ・美乳・スレンダー・顔射・飲酒・巨乳・淫語・潮吹き・むっつり・電マ・アラサー、アラフォー・婚活エディション・絶倫・オナニスト・色気、妖艶・飲精・マゾ（2023年6月20日、素人ホイホイ/妄想族）
- 午後の人妻たち 03（2023年6月24日、HMJM）
- むれむれアナル舐められCA～MM便コラボ企画～またがり肛門クンニでフライト直後の激むれケツ穴を嗅がれ舐めほじられ赤面イキ！黒パンストまで濡れ湿った発情オマ○コに生ハメ中出しされて痴女化したCAがひくひく尻穴丸出しでお下品ガニ股騎乗位SEX！（2023年7月18日、ディープス）
- ママ友喰い無限ループ vol.22 あさみ 高身長美肌 汗と汁にまみれた本気SEX（2023年7月18日、HALENTINO/妄想族）
- ラグジュTV×PRESTIGE PREMIUM 74（2023年7月21日、ラグジュTV）
- SEX依存症の女淫乱現役CA文香27歳 知佳瀬文香（2023年7月25日、豊彦）
- 優しくて綺麗な育児中のママさん！「早漏に悩む童貞君の暴発改善のお手伝いしてくれませんか？」母性溢れる可愛いママさんが早漏すぎる童貞君にムラムラ膣キュンしちゃって生中出し筆おろしSPECIAL！（2023年7月28日、赤面女子）
- 憧れの女上司と 水端あさみ（2023年8月8日、タカラ映像）
- 接吻寝取られ・・4 妻のくちびるが奪われた。 水端あさみ（2023年8月8日、ながえスタイル）
- 素人妻ナンパ全員生中出し5時間セレブDX 88（2023年8月15日、ロータス）
- コスフェラ！！（2023年8月15日、HALENTINO/妄想族）
- ちん舐め個撮ハーレムおしゃぶり円光チ○コに吸いつくWくちマ○コどぴゅどぴゅ精子ヌキヌキSP（2023年8月22日、S級素人）
- セフレちゃん あさみ―会えば絶対ヤラせてくれる女― 水端あさみ（2023年9月12日、ティーチャー/妄想族）
- 素人娘の全裸図鑑32 今時の女の子12名が恥らいながら脱衣していく様子をじっくり撮影した、変態紳士のためのヘアヌードコレクション（2023年9月19日、かぐや姫Pt/妄想族）
- 家事代行サービスで来た長身デカ尻妻の誘惑に我慢できずチ●ポを見せつけたら発情してしまい、それから毎日来ては搾精されまくっている 水端あさみ（2023年9月19日、ミセスの素顔/エマニエル）
- 顔出しMM号 美人妻限定 ザ・マジックミラー 仲良しママ友対抗！童貞逆ナンパ射精バトル！！ 2 出会ったばかりの年下童貞を人妻が恥じらいながらも手コキ・オナホコキ・フェラ！筆おろし中出し！！（2023年10月3日、ディープス）
- お姉ちゃんのパンスト好きでしょ？中出しして！ 夫が相手にしてくれず僕のチ○ポ求めてパンスト痴女誘惑してきた姉とパンストSEX！（2023年10月12日、SWITCH）
- TOKYO不倫妻EX 美人妻がビヤク覚醒で初めての3Pキメセク中出し！！（2023年10月13日、ホットエンターテイメント）
- 水端あさみ レズ解禁 ～百合の彼方へ～（2023年10月26日、アイエナジー）
- オフパコらぼ 【エロかわ素人数珠つなぎ】♯004（2023年10月28日、はめちゃん。）
- 素人ナンパでセンズリ鑑賞17 見るだけでいいんです！だからちょっと僕のチ●ポ見てもらえませんか？（2023年11月7日、かぐや姫Pt/妄想族）
- MOON FORCE CHEERSぱこぱこしろうとコレクション。 vol.63（2023年11月10日、DOC）
- 某有名テーマパーク現役受付嬢貴方に会いたい未亡人-初他人棒-（2023年11月12日、MERCURY（マーキュリー））
- ナース歴3年の水端さんのねっとり甘いノーハンドフェラチオで暴発射精！！精液ごっくん科（2023年11月23日、アキノリ）
- 水端あさみ 朝から晩まで中出しセックス 53（2023年11月23日、アイエナジー）
- 軽蔑巨根NTR すんごく軽蔑している男のモノなのに…太くて硬くてイカ臭いデカチン様がどストライク過ぎて… 水端あさみ（2023年12月12日、JET映像）
- 淫猥不倫性交 水端あさみ（2023年12月12日、マックスエー）
- 年下M男クン喰い誘惑若妻は変態夫に逆調教されたアナル責め好き痴女 水端あさみ（2023年12月19日、MEGAMI）
- 家出妻を住まわせて朝から晩までヤりまくり中出し生活 中出し専用家出妻りょうこさん34歳（2023年12月21日、コスモス映像）
- 人妻さんいらっしゃい 僕の自宅でハメ狂った熟女さんをひっそりすべて盗撮しました。13 祐美子さん/Eカップ/39才/スレンダー妻の超欲求不満淫乱不倫 優菜さん/Eカップ/31才/年下好きで硬いチ●ポ欲する欲求不満妻（2023年12月26日、お持ち帰り/熟女卍）
- 中出しの快楽に堕ちた妻 水端あさみ（2023年12月26日、タカラ映像）
- おしゃぶりみたいな恋がしたい。 水端あさみ（2023年12月29日、ドリームチケット）
- 敏感乳首と早漏チ●ポを延々と生殺される寸止め射精コントロール（2023年12月29日、ワープエンタテインメント）

- スーツでお出迎え！セクハラソープの素敵な奥様 本日の出勤:あさみさん 水端あさみ（2024年1月2日、下半身タイガース/妄想族）
- 泡姫桃源郷 名器と噂の凄テク新人ソープ嬢に生中出し 水端あさみ（2024年1月2日、マックスエー）
- 人妻レズ不倫 ～自分の妻を女に寝取らせ興奮する変態夫～（2024年1月16日、U＆K）
- SEX依存症の女淫乱現役CA文香27歳第ニ章 知佳瀬文香（2024年1月30日、豊彦）
- オナサポ！！ 女子○生 着衣で全裸で挑発的ダンス 5（2024年2月6日、かぐや姫Pt/妄想族）
- 脚長おねいさんのM男いじめ パンストとジーンズとニーハイブーツ 水端あさみ（2024年2月13日、M男パラダイス）
- 押しに弱いエステティシャンへハミ出し勃起チ○ポをアソコに押し当てパンツ越し先っぽグリグリ挿入！ 欲しがるまで焦らしコスればナマSEXできちゃうのか？Vol.9（2024年2月20日、はじめ企画）
- 【個撮】どこでもフェラ14 11人（2024年2月20日、かぐや姫Pt/妄想族）
- 寝取られの館6 ～ダッチワイフにされた妻～ 水端あさみ（2024年2月27日、ながえスタイル）
- 私…急いだ事を後悔しています。4 水端あさみ（2024年2月27日、レッド）
- 絶倫義父に嫁入り前に挿れられた倅のいいなずけ 水端あさみ（2024年3月5日、熟女大学/熟女卍）
- 酔っ払ってガードがユルユルの奥さんのスーツ姿にもう我慢出来ないっ！2（2024年3月5日、下半身タイガース/妄想族）
- パンティライン丸見えメンズエステ嬢の透けピタパン尻に我慢できずバックぶち込みデカチン即ハメ！ イカせてねじ伏せ鬼ピストン！（2024年3月5日、ワンズファクトリー）
- Red Dragon 水端あさみ（2024年3月12日、ゴールド/妄想族）
- 押しに弱いエステモニター騙し撮り！ 乳首ビンビン女子を媚薬オイルでこねくりチクイキさせるとヤレるのか！？エビ反り痙攣アクメ失禁で理性ブッ飛び中出しSEX！（HJMO-642）（2024年3月19日、はじめ企画）
- おマ●コとアナルがハッキリ見える6 素人娘の超接写オナニー 12人（2024年3月19日、かぐや姫Pt/妄想族）
- 「童貞だったの！？」経験がないと知った瞬間、発情痴女化して襲ってきた家庭教師のお姉さん！童貞クン6人卒業special！！（2024年3月20日、FALENO TUBE）
- アナルのシワの数までハッキリわかる！ノーモザイク連続絶頂アナル見せオナニー24（2024年3月20日、アイエナジー）
- 妻がいる至近距離で平然とマッサージしながらこっそりチ○ポを挿入し腰振り騎乗位で中出しまでさせるエステティシャン9（2024年3月20日、ナチュラルハイ）
- 黒パンスト女上司 欲求不満な女上司たちが、とりあえず身近なダメダメ男子社員に黒パンスト尻見せつけ誘惑したら、勃起チ○ポの相性が良すぎてイキまくりオフィスラブ！（2024年3月20日、SWITCH）
- NS TOKYO FUCK Vol.05（2024年3月22日、DOC）
- おっさんラッキー 水端あさみ（2024年3月26日、タカラ映像）
- ホイホイfriends 08素人ホイホイFriends・個人撮影・セフレ・自宅・素人・美少女・お姉さん・人妻・主婦・ハメ撮り・巨乳・巨尻・潮吹き・放尿・お漏らし・くびれ・コスプレ・電マ・ドキュメンタリー・陰キャ・痴女（2024年3月26日、素人ホイホイ/妄想族）
- 一人暮らしの美女が鬼畜犯罪集団に狙われる自宅押込み中出しレ〇プ 水端あさみ（2024年4月9日、ボニータ/妄想族）
- 洗脳リングに侵食されていく 25時間TVパーソナリティーたち わたし達はご主人様専用チャリティーま○こです。（2024年4月11日、SODクリエイト）
- ナンパTV×PRESTIGE PREMIUM 38（2024年4月12日、ナンパTV）
- シロウト・ストロング PREMIUM 10（2024年4月19日、プレステージ）
- キセキの出会い！？隣人ガチャは大当たり！同じマンションで目が合って優しく微笑みかけてくれたお姉さんは、実は超エッチ大好きなお隣さんだった！（2024年4月23日、Hunter）
- 『おばさんをからかわないで…三十過ぎの私でもエッチの対象になるの？』ボクはクソむかつく上司の奥さんとヤリまくってストレスを発散しています。2（2024年4月23日、Hunter）
- まさか誘惑されてる！？隣で眠る女子社員の浴衣がはだけて生乳がポロリ！社員旅行先の温泉旅館で同室に泊まることになった同僚社員とエロハプニング！！（2024年4月25日、FALENO TUBE）
- アナルのシワの数までハッキリわかる！ノーモザイク連続絶頂アナル見せオナニー25（2024年4月25日、アイエナジー）
- 座ったままの男を一切動かさないS字尻振り騎乗位で骨抜きにする美尻キャビンアテンダントVOL.3（2024年5月9日、DANDY）
- 好色 美熟女レズビアン ～自堕落な性欲にまみれて～（2024年5月21日、U＆K）
- 私…タイムリープしたみたいです。2 水端あさみ（2024年5月28日、レッド）
- パンスト穴あけ指入れ痴●でねっとり膣内をほじられ本気汁が滴るほど感じまくる美脚女2（2024年6月6日、ナチュラルハイ）
- 発禁 25 主婦パート勤務 翔子（32）（2024年6月7日、ワープエンタテインメント）
- セーラーマーシャ 聖蜜なる赤いハイヒール（2024年6月14日、GIGA）
- 出張マッサージの人妻さんに泣き落としでお願いしまくったら 「お店には内緒ですよ…」ずっぽりSEXさせてもらえた一部始終【10カメ盗撮】4 水端あさみ（2024年6月18日、カルマ）
- 浪人生で童貞のロースペックな僕に高学歴で美しいハイスペックな兄の嫁が中出しレクチャーしてくれる超ラッキー筆下ろしセックス 水端あさみ（2024年6月25日、VENUS）
- 一般男女モニタリングAV×マジックミラー便コラボ企画‘フライト帰りのCAはチ○ポが欲しくてたまらない’という噂は本当か！？大手航空会社勤務のキャビンアテンダントが黒パンスト美脚でフル勃起したデカチ○ポに自らまたがり腰振りガニ股騎乗位で連続中出し！6「あなたよ…（2024年7月2日、ディープス）
- いつでもどこでもイッちゃいますぅ！長身桃尻奥様は枕営業部の出張性処理係 水端あさみ（2024年7月2日、下半身タイガース/妄想族）
- 超厳選！レベルA女優20人フェラ祭り（2024年7月2日、マックスエー）
- 女性専用 レズビアンデリバリーヘルス ～夫に内緒で自宅にデリヘル嬢を呼ぶビアン妻～（2024年7月16日、U＆K）
- サディスティックな女上司の教育的接吻採取 水端あさみ（2024年7月16日、犬/妄想族）
- HYPER FETISH ハイレグいやらしクィーン 水端あさみ（2024年7月16日、デジタルアーク）
- 「君がわが校に新たに赴任してきた新任教師かね？」 変態エロ校長による新任女教師昏●わいせつ動画4 水端あさみ（2024年7月16日、カルマ）
- 「あなたがその気にならないから…。」今宵は勝負下着のTバックを履いて快感の一途に浸りたい満たされぬ美人妻たちの弩級なセックス283分7発射＋3放水（2024年7月23日、東京恋人）
- 水端さんのパンスト脚がエロ過ぎて脳みそがとろけそう 水端あさみ（2024年7月23日、MEGAMI）
- 杭打ちピストン＆種付けプレス ぐちょ膣を射抜く！水端あさみの本気の汗だく絶頂セックス（2024年7月23日、TEPPAN）
- 水端あさみ 濡れてテカってピッタリ密着 神競泳水着 可愛い女子の競泳水着姿をじっとりと堪能！着替え盗撮から始まり貧乳から巨乳にパイパン、ハミ毛、ジョリワキ等のフェチ接写やローションソーププレイや競泳水着ぶっかけ等を完全着衣で楽しむAV（2024年7月25日、親父の個撮）
- 「夫には絶対に言えません」義父に抱かれたなんて…4章（2024年7月27日、グラフィティジャパン）
- 媚●でラブドールになってしまった美人妻 / 水端あさみ（2024年7月30日、マザー）
- 素人娘のフェラチオが上手すぎる No11（2024年8月1日、OFFICE K’S）
- 女医in...（脅迫スイートルーム） 水端あさみ（2024年8月4日、ドリームチケット）
- Glossy Body 煌めくボディスト＆艶めくパンスト 全身光沢美脚お姉さんをヌルテカ脱がさず弄ぶ 水端あさみ（2024年8月13日、AVS collector’s）
- 関東圏某老舗旅館オーナー撮影動画流出 婦人会慰安旅行の美人妻を狙った睡眠薬昏●中出しレ●プ動画4 宿泊先の旅館の一室「ご自由にお飲み下さい」と室内に置かれた飲み物には即効性の睡眠薬が大量に混入されていた… 水端あさみ（2024年8月20日、カルマ）
- MILU-パンスト妄想脚アメイジングII（2024年8月20日、ミル）
- 誰にも言えない・・・娘の夫に無理やり抱かれたなんて No13（2024年8月27日、グラフィティジャパン）
- 人妻限定中目黒高級アロマエステ（2024年8月27日、グラフィティジャパン）
- Ma○ko Device BondageXXX 鉄拘束マ○コ拷問 水端あさみ（2024年8月27日、グローリークエスト）
- 色狂い隠撮魔Wの二人同時パパ活記録＃37・38（2024年8月1日、蜃気楼）
- 一般男女モニタリングAV×マジックミラー便コラボ企画 パパは誰だ！？ 愛する夫の目の前で路上NTR！妊活妻にこっそりゴム外して生挿入→しれっとデカチン種付け生中出し！（2024年9月3日、ディープス）
- 美脚がすぎるOLの誘惑黒パンティストッキング 水端あさみ（2024年9月1日、OFFICE K’S）
- 美尻・巨尻美女の激イキ杭打ちピストンディルドオナニー 4（2024年9月1日、OFFICE K’S）
- つるてかサテンを身に纏い男を狂わす長身プリ尻痴女 水端あさみ（2024年9月10日、AVS collector’s）
- 熟女夜●いレズ ～ノンケの人妻を酔わせて寝取る肉食系ビアン～（2024年9月17日、U＆K）
- 私の妻が…夫婦のメモリアルヌードの撮影を依頼したカメラマンに寝取られてしまいました。 水端あさみ（2024年9月17日、カルマ）
- M男がハメられて抜け出せないアナル快楽専門風俗 水端あさみ（2024年9月17日、M男パラダイス）
- バレたらヤバイ！素人うさぎのもの凄いバキュームフェラチオ（1） たっぷり舌上発射編（2024年9月17日、うさぎ/妄想族）
- 先生が2人っきりのプライベート補習で全部面倒みてあげる 「イッパイ射精してごらん！ゴックンしちゃう！」 マドンナ教師の射精指導！淫乱過ぎてクリ大勃起＆無限イキ！涎と汗の情熱SEX！ 水端あさみ（2024年9月24日、オーロラプロジェクト・アネックス）
- 友達の姉ちゃん 水端あさみ（2024年9月24日、レッド）
- 人妻たちのガチイキ丸見えディルドオナニーXII（2024年9月27日、グラフィティジャパン）
- お前の嫁って最高だな 水端あさみ（2024年10月8日、タカラ映像）
- 夜の学校でやりたい放題の女教師 水端あさみ（2024年10月8日、BALTAN＜バルタン＞）
- レズビアンに囚われた女潜入捜査官 松本梨穂 新井リマ 水端あさみ（2024年10月8日、ビビアン）
- カメラの前でおしっこする女 5（2024年11月26日、グローリークエスト）
- 義姉妹レズビアン ～ビアンの義妹が美人兄嫁と全力レズセックス～（2024年12月14日、ユーアンドケイ）
- レースクイーンに鉄槌、拘束パイパン大開脚電マ責め、大量潮吹きRQに激ピス！ 水端あさみ（2024年12月17日、ミル）
- 女性用風俗を覗き見。 本番禁止 御法度セックス、激写 カカメラが捉えた女のリアルな性実態～ file.03 水端あさみ（2024年12月20日、プレステージ）
- 射精しても止めない悶絶痴女抜きで男の潮吹きチャレンジ！（2024年12月24日、SEX Agent/妄想族）
- おしっことマン汁でグッチョグチョになったパンティでチ〇ポをシゴかれる！おもらしパンティ手コキ（2024年12月24日、犬/妄想族）
- SNSで見つけた黒髪美女と初めてエッチするためラブホに来たら…想像以上の欲しがり痴女で何度もイカせて何度も中出ししちゃいました あさみ 水端あさみ（2024年12月24日、クリスタル映像）

- ハーレムでヘブン状態！！視線が気持ち良すぎるセンズリ見せつけ倶楽部（2）（2025年1月1日、OFFICE K’S）
- よつんばいフェラチオ（2025年1月1日、OFFICE K’S）
- 素人娘 初めてのオナホコキ（2）（2025年1月1日、OFFICE K’S）
- THE ドキュメント 本能丸出しでする絶頂SEX 美人セフレ汁まみれ快楽沼堕ち淫乱覚醒乱交性交 水端あさみ（2025年1月7日、美人魔女/エマニエル）
- 母子交尾～法師温泉路～ 水端あさみ（2025年1月7日、ルビー）
- サエない僕を不憫に思った美人な姉に「擦りつけるだけだよ」という約束で素股してもらっていたら互いに気持ち良すぎてマ○コはグッショリ！でヌルっと生挿入！「え！？入ってる？」でもどうにも止まらなくて中出し！（IENF-359）（2025年1月9日、アイエナジー）
- 究極JOI マスターベーションインストラクションSP3（2025年1月9日、ROCKET）
- 妻が突然中出しを要求してきた理由 水端あさみ（2025年1月14日、タカラ映像）
- 一般男女モニタリングAV 仲良しママ友さん 2人で協力して初対面の大学生チ○ポをノーハンドフェラで早漏改善してくれませんか！？ お口だけの射精管理で暴発した大量ザーメンを味わって発情した人妻たちが昼間からラブホテルでチ○ポ奪いあいハーレム3P！最後はW生中出し！（2025年1月21日、ディープス）
- スーパーヒロイン絶体絶命!!Vol.100 スパンデクサー ムーンエンジェル（2025年1月24日、GIGA）
- 【手フェチ・指フェチ】ノーモザローション手コキ（2025年1月28日、SEX Agent/妄想族）
- 今、失踪した大切な婚約者の輪●レ●プ映像がDVDで送りつけられて来た… 悲劇の寝取られ連続中出し 「あなたの元には戻れません…」 水端あさみ（2025年1月28日、オーロラプロジェクト・アネックス）
- Perfect How to不倫術！最高25股記録保持者！数々の女性からナマ中出しを許された伝説のモテ男が教える観たら絶対に不倫が上手くなる教科書AV 弥生みづき 水端あさみ 本田瞳（2025年1月28日、本中）
- みづきーなにレズテクで勝ったら1000万円（2025年2月6日、ROCKET）
- ゴム手袋図鑑03 ・フェラ・手コキ・素人女子10名（2025年2月7日、ワープエンタテインメント）
- 誰か来たらどうするの…？狭いトイレで濃厚密着レズ愛撫（2025年2月18日、U＆K）
- 性欲強めの酒好きパコりたガールちゃん（2025年2月18日、チキチキカマー/妄想族）
- 磨け！おま●こ洗体ボディウォッシュ！（2025年2月25日、SEX Agent/妄想族）
- 極上！！三十路奥さま初脱ぎAVドキュメント 杉原ちさと（2025年3月4日、熟女JAPAN）
- 水端あさみのディープスロート包茎クリニック（2025年3月6日、ROCKET）
- 性欲ストロングなオンナと即ハメしたい！！ Day2.は怒涛の90分ノンストップ5Pアクメ！マ○コも顔面もドロドロ18射精！！（2025年3月18日、溜池ゴロー）
- モラハラ夫と夫婦喧嘩！！全裸放置され中の助けて欲しそうな人妻と目が合って…クズ勃起が抑えきれずNTR中出ししてしまった。（2025年4月1日、ゲッツ！！ボンボン/妄想族）
- 絶対的ハイレグQueen’s（2025年4月15日、ミル）
- 【夫婦喧嘩の成れの果て―隣の部屋に住む年下大学生とマンション内不倫中出し性交 水端あさみ（2025年4月24日、センタービレッジ）
- 素人娘のびちゃびちゃ染みパンツオナニー！！（2025年5月6日、うさぎ/妄想族）
- 「何回出しても大丈夫…好きなだけしてあげるから」素人熟女妻たちによる童貞筆下ろし 25 ALL2連続生中出し3組完全収録（2025年5月13日、クリスタル映像）
- いつでもどこでも人妻オナホ したがり温泉旅行 水端あさみ（2025年5月20日、人妻援護会/エマニエル）
- 魔法美淑女戦士ミステーヌ 水端あさみ（2025年5月23日、GIGA）
- ニーハイブーツのカカトが突き刺さる足責め！ 長身美脚とそそる尻の完璧美女が溢れる色気でトロける性交 水端あさみ（2025年5月27日、AVS collector’s）
- ナンパした素人娘に俺のチ●ポを見せつける！センズリ鑑賞8 26人5時間（2025年5月27日、かぐや姫Pt/妄想族）
- 新・償い16 許しを乞うために身を捧げた妻 水端あさみ（2025年5月27日、ながえスタイル）
- ～僕と彼女の女装レズ日記～ 酔っ払って家に入って来た奥さんのスカートの香りに酔いしれゾクゾクする裏地の感触についつい勃起してしまい気が付いたらスカート穿かされ何度もイカされていた僕 水端あさみ（2025年6月3日、下半身タイガース/妄想族）
- 卑猥なデカ尻インストラクターの誘惑パーソナルトレーニング 水端あさみ（2025年6月3日、マックスエー）
- アラサーちゃん。 No15（2025年6月6日、Jackson）
- 一般男女モニタリングAV 人妻限定！目隠し濃厚ディープキスで誰が旦那か当ててみて！ハズレたらいきなりデカチン即ハメ！初めての連続ベロチューで舌を激しく絡ませて久しぶりにオマ○コがトロけたご無沙汰妻は旦那の目の前なのに絶頂が止まらない！！（2025年6月17日、ディープス）
- 黒タイツ人妻 ご近所の若妻さん達は、欲求不満で僕のチ○ポを狙ってきます！（2025年6月26日、SWITCH）
- 前から狙ってた色っぽい義姉の誘惑に負けて彼女が旅行中に生中出しでヤリまくった2日間 水端あさみ（2025年7月1日、マックスエー）
- 私の何よりも大切な妻を抱いてくれませんか？旦那公認NTR 07（2025年7月4日、KANBi）
- 女王蜂 美しすぎる長身美脚のあさみ女王様が容赦なしのハードプレイで本気のマゾイカセ！ 水端あさみ（2025年7月8日、AVS collector’s）
- 土下座敗北捜査官 プライド高きエリート捜査官が屈辱の土下座敗北に堕ちるまで… 水端あさみ（2025年7月8日、ROOKIE）
- 妖魔ハンター美麗 ～極楽決戦SEXバトル～（2025年7月11日、GIGA）
- 黒人巨大マラ 犯●れた日本人若妻 結婚資金の為に危ないバイトで堕ちた罠。細身に突き刺さる極太チ●ポ凌●4P輪● 水端あさみ（2025年7月22日、グローバルメディアエンタテインメント）
- ザ・マジックミラースーツ CA編 これを着れば「存在」を「無視」されてSEXし放題（2025年8月5日、ディープス）
- 顔は上品、下半身は下品 美脚で股間をグリグリして見えない所で何度もイカせてアゲル 水端あさみ Nia（2025年8月7日、凸凹はぁと）
- ROCKET17周年記念ユーザーリクエスト祭り もしもTVの中に自由に飛び込んでブッカケできたら… 女子アナに顔射！リメイク どんな汚い顔になってもガマンしながら笑顔で生放送（2025年8月7日、ROCKET）
- 人妻不倫快楽漬け！！キメセク中出し性交 本能剥き出し愛液駄々洩れで肉便器と化した人妻の姿 12名5時間 2（2025年8月8日、ホットエンターテイメント）
- 会員制秘密クラブ 夫婦交換の部屋 妻を抱きたいED夫/夫以外のアレで痙攣する妻（2025年8月12日、FAプロ）
- FIRST CLASS ファーストクラス File/029（2025年8月15日、プレステージ）
- M男がみんな夢中になる保健室のアナル責め先生。水端あさみ（2025年8月19日、MEGAMI）
- 狂気拷問研究所 The beauty queen’s pride crumbles and her body burns ～プライド崩壊美しき女王様 強●完墜燃え上がるBODY～ 水端あさみ（2025年8月26日、AVS collector’s）
- 一流ホテルウーマン上品おま○こ激ピストン中出しレ×プ乱交映像（CLUB-883）（2025年9月2日、変態紳士倶楽部）

### アダルトVR
- 挿れたら我慢出来なくなっちゃう… 友達のママと挿入禁止を約束したけど守れなくて… 水端あさみ（3月24日、KMPVR）
- 絶対に逃げられない卑猥な朝犯し 水端あさみ（3月31日、KMPVR-彩-）
- シンプルにヌケるが一番! 誘惑のボディーパーツを見抜けるVR。【淫乱痴女編】（4月1日、MILU VR）
- 「いっぱい出してっ一緒にイこっ」【タッチ禁止! 本番NG】疑うことを知らない純粋スレンダー美くびれエステ嬢が【媚薬ガンギマリで淫乱覚醒! 絶頂連発!】愛液ダダ漏れマ○コにザーメン懇願するドスケベ豹変嬢に【口内射精・中出し3発射】キメパコSEX 水端あさみ（4月27日、こあらVR）
- 手袋に包まれて射精する快感。【手袋フェチ手コキ特化VR】14人完全撮りおろし（5月1日、こあらVR）
- 旅行帰りに高速道路の某SAでムラムラ全開のS級美人のスレンダー彼女から狭い車内で猛烈誘惑! 激しい腰振りでグチョ濡れオマ○コを掻き回させ痙攣アクメ大連発! 【淫手コキ・中出し4発・顔射】炎天下汗だくカーセックス 水端あさみ（5月27日、こあらVR）
- 両腕ケガしてシコることもできない僕は担当看護師に体を拭かれてるうち勃起がおさまらなくなり、寝たままイカせてくれる搾精手コキフェラと介抱騎乗位で一週間分溜まったザーメンを金玉カラッポになるまでヌイてくれた入院生活（※男の手は全く動きません） 水端あさみ（5月31日、アリスJAPAN）
- 【VR】【8K】ウェアラブルカメラ友人の母親があまりに美人過ぎたので…汗だくになってヤリまくったVR 水端あさみ（2024年7月25日、SODクリエイト）

- 【VR】シンプルにヌケるが一番！誘惑のボディーパーツを見抜けるVR。【淫乱痴女編】（2023年4月1日、MILU VR）
- 【VR】「いっぱい出してっ一緒にイこっ」【タッチ禁止！本番NG】疑うことを知らない純粋スレンダー美くびれエステ嬢が【媚薬ガンギマリで淫乱覚醒！絶頂連発！】愛液ダダ漏れマ○コにザーメン懇願するドスケベ豹変嬢に【口内射精・中出し3発射】キメパコSEX 水端あさみ（2023年4月27日、こあらVR）
- 【VR】手袋に包まれて射精する快感。【手袋フェチ手コキ特化VR】14人完全撮りおろし（2023年5月1日、こあらVR）
- 【VR】旅行帰りに高速道路の某SAでムラムラ全開のS級美人のスレンダー彼女から狭い車内で猛烈誘惑！激しい腰振りでグチョ濡れオマ○コを掻き回させ痙攣アクメ大連発！【淫手コキ・中出し4発・顔射】炎天下汗だくカーセックス 水端あさみ（2023年5月27日、こあらVR）
- 【VR】両腕ケガしてシコることもできない僕は担当看護師に体を拭かれてるうち勃起がおさまらなくなり、寝たままイカせてくれる搾精手コキフェラと介抱騎乗位で一週間分溜まったザーメンを金玉カラッポになるまでヌイてくれた入院生活（※男の手は全く動きません） 水端あさみ（2023年5月31日、アリスJAPAN）
- 【VR】【8K】ウェアラブルカメラ友人の母親があまりに美人過ぎたので…汗だくになってヤリまくったVR 水端あさみ（2024年7月25日、SODクリエイト）
- 【VR】ヌードデッサンモデル体験VR（2024年10月25日、AQUA＜アクア＞）
- 【VR】終わりのない射精、無限の性欲500分ノーカット 24時間チ〇ポを求めて腰を振り続けイキ狂う女たち（2024年10月27日、ケイ・エム・プロデュース）

- 【VR】水端あさみ 猛接近限界着エロVR ～フェロモン超全開！色気っぽい卑猥な言葉責めで焦らしまくる究極のオナニーコントロール～（2025年2月28日、ハンラシン）
- 【VR】「ギリギリ着エロVR 露出狂の女」見られたい願望大。ヤられたい願望大。性欲満ち溢れすぎの奉仕型ドマゾお姉さん。 水端あさみ（2025年3月14日、ハンラシン）
- 【VR】お風呂上がりのすっぴん美女とイチャイチャ（2025年3月21日、AQUA＜アクア＞）
- 【VR】新婚の保健室の先生は既にボクの媚薬チ〇ポで調教済みのがらくたです。（2025年5月31日、KMPVR-彩-）
- 【VR】デリヘル呼んだら人気嬢がまさかのダブルブッキング！？二人から説教されながらもチ〇ポはギンギン 猛省する僕を神対応フルコースで奪い合い逆3P VR（2025年8月1日、マドンナ）

### 配信のみ
- 配信限定 マドンナ専属女優の『リアル』解禁。 MADOOOON！！！！ 水端あさみ ハメ撮り（2022年11月1日、マドンナ）
- 【職場でヤレる女】 仕事のデキる女上司は僕のセフレちゃん 裏の顔はチ○ポ欲しがりのオマ○コ女-実はこの女ヤリマンです。-企画営業部 あさみ 29歳 水端あさみ（2023年3月23日、アキノリ）
- 【超ハイLevelモデル級美人妻】旦那の了承済みでスリルと刺激を欲しがり、ドM欲求を満たすためチ●ポに狂うイケナイ奥様！！誰もが惚れ惚れする色白美体に強烈スパンキング×首絞めファック！！夫を忘れるほど没頭し絡み合…【タクシー運転手さんエロい女の所に連れてって】（2023年3月24日、素人CLOVER）
- 「見つめ合いながら気持ち良くなろっ◆」 キス好きお姉さんのイチャコラキスで暴発寸前！！ ～すっぴんのSEXもあるよ～ 水端あさみ（2023年5月11日、アキノリ）
- 【身長170cm高身長モデル体型のビッ痴！！】極小ビキニを常に持ち歩くド変態！【こんな脚に踏まれたい！脚技偏差値60over！！】お行儀悪い美脚でフェザータッチ・足コキ誘惑（2023年9月8日、FALENO TUBE）
- 【もっと動いていいですか？】淫酒美女がイタズラされ感度が上がって逆襲生交尾！【どうしたらいいですか？】気が強そうな顔してパワハラでオチる美巨乳ちょろまん♪【いけないです…】拒絶するも糸が引くほどパンツを濡らすムッツリちゃん（2023年10月27日、FALENO TUBE）
- ゆか 貪欲人妻のママ活（2023年11月5日、素人ギャラリー）
- 「大人のエッチ教えてあげる◆」生中ダイスキなド痴女家庭教師が無垢な童貞クンを筆おろし（2023年12月22日、FALENO TUBE）
- 誘惑してる！？女子社員の浴衣がはだけて生乳ポロリで理性崩壊！社員旅行先の温泉旅館で同室に泊まることになった同僚社員とエロハプニング！！2（2024年1月12日、FALENO TUBE）
- 【ご無沙汰人妻マ●コにガチ中出し】魅惑のスレンダー美女と合意不倫セックス！ドロー！添い寝カードッ！レスな人妻に添い寝ついでに乳首舐め手コキで射精KO！？！旦那さん、あなたのお陰でこんなにスケベな奥さんに育ちましたよ♪【エロのお世話してみました】 水端あさみ（2024年1月19日、DOC）
- 妻がいる至近距離で平然とマッサージしながらこっそりチ○ポを挿入し腰振り騎乗位で中出しまでさせるエステティシャン9 色白デカ尻Aさん（30）（2024年2月12日、ナチュラルハイ）
- 【男の性癖色に染められたい×海辺で一晩限りの受精トリップ性交】凛としたクールビューティー美女、なのに惚れやすく、騙されやすい。痙攣しながらイキ果てる！生ハメ中出し＆ぶっかけ顔射！【NS TOKYO FUCK まみ】 水端あさみ（2024年2月14日、DOC）
- アナルのシワの数までハッキリわかる！ノーモザイク連続絶頂アナル見せオナニー 水端あさみ（2024年2月15日、アイエナジー）
- NTR趣味旦那の前で妻をハメる】マゾなスレンダー美女を旦那の前でハメまくり！激しめイラマで喉奥刺激！さらに手マン膣奥も刺激して大量潮吹きw変態コス装着で興奮MAX！中出し＋顔射でマーキング完了ッ！！【PornGirl】【asami】 水端あさみ（2024年5月12日、DOC）
- 自宅性交クリニック 9（2024年5月22日、SODクリエイト）
- あゆみ W不倫（2024年6月10日、素人ギャラリー）
- あさみ35歳（2024年6月26日、人妻のツボ）
- 貪欲人妻のママ活・3本セットpart001（2024年8月13日、素人ギャラリー）
- 人妻限定高級エステサロン 無料体験チラシを持ってきた人妻あさみさん（2024年9月9日、中目黒人妻メンズエステ）
- サエない僕を不憫に思った美人な姉に「擦りつけるだけだよ」という約束で素股してもらっていたら互いに気持ち良すぎてマ○コはグッショリ！でヌルっと生挿入！「え！？入ってる？」でもどうにも止まらなくて中出し！水端あさみ（2024年9月12日、アイエナRISING）
- 「妻が若くて綺麗なうちに裸を写真や映像に残したい」 メモリアルヌードフォト撮影 私の妻を寝取って下さい。水端あさみ（2024年10月10日、アイエナRISING）
- 秘密レシピのお茶で手足を金縛り状態にし、魔法のオイルで感度を何倍にもアップさせた女の子たちを暗闇でイタズラ中出し（2024年11月21日、西新宿マッサージ本舗）
- 秘密レシピのお茶で手足を金縛り状態にし、魔法のオイルで感度を何倍にもアップさせた女の子たちを暗闇でイタズラ中出し（2024年11月21日、西新宿マッサージ本舗）
- ハメ撮り職人が狩った厳選美女おんりー ＃4（2024年11月28日、シロウトソシアルクラブEX）
- 『結婚式2次会帰りの美人妻二人が男友達と中出し1発10万円のHなミッションに挑戦！』美麗な若妻たちが秘密の不倫ゲームに本気イキ！一線を越えて理性皆無の乱れまくり連続中出し祭り！【街角素人モニタリング♯みき＆あみ】（2024年12月13日、MAGNOLIA）
- 黒髪美女とホテルで初エッチ 水端あさみ（2024年12月14日、クリスタル映像）
- 【配信限定特別版】母子交尾～法師温泉路～ 水端あさみ（2025年1月4日、ルビー）
- 恥ずかしながら…W痴女オフィスレディの超美脚ミニスカパンストに挟まれて無理やり射精させられたいんです…（2025年1月25日、HMN WORKS）
- 知性気品エロさ、すべてを兼ね備えるSSS級港区女子2人乱交パーティ 成金IT社長が開催する秘密の夜会、女子のレベル限界突破エグすぎ。（2025年1月30日、木曜だヨ！全員集合っ！！）
- 【素人】【個人撮影フェラ】【顔出し有】 vol.3（2025年2月21日、DOC）
- 【しっとりねっとり淫乱妻対決】那賀崎ゆきね＆水端あさみが100万円をかけたエロの頂上決戦に挑む！！幾度と「寝取り」を繰り返してきた二人が遂に直接対決！フェロモン全開で痴女りまくる！！果たして勝者はどちらか…【極限セクシーバトル！ザ・エロモネア】（2025年3月28日、素人CLOVER）
- 【4K】初体験は人妻と… 最高に羨ましい筆下ろし 水端あさみ（2025年4月26日、クリスタル映像）
- 「個撮ナンパ」モデル級スレンダー美女がエロすぎてもう最高！（2025年4月19日、きゃっち）
- ママ友の仲良し美人奥様2人が【童貞君を探して筆おろしセックス出来たら100万円！？】あさみさん＆しおりさんW白衣の天使がヌキヌキハーレムご奉仕//元気に回復にむかう勃起チ○ポに大興奮しちゃって膣内射精治療！？ゆらゆい（2025年5月9日、俺の素人-Z- SECOND IMPACT）
- 性治療病棟の優秀な人妻看護師長 水端あさみ（2025年5月23日、MARLOMEDIA）
- 男の精を喰らう美脚サキュバス妻 水端あさみ（2025年6月12日、MARLO MEDIA）
- 富裕層の偽善者たちに散らされた美人妻（2025年6月27日、MARLO MEDIA）
- オフパコ誘い待ちむっつりプレイヤーと個人撮影会♪超絶敏感ドエロボディセクシーエロ尻クール系レイヤー（2025年6月28日、木曜だヨ！全員集合っ！！）
- 田舎で囲われ孕まされた…村人たちの共有妻 水端あさみ（2025年7月18日、MARLO MEDIA）
- 女先輩さんと後輩くん。 水端あさみ（2025年8月1日、タカラ映像）

### web配信

#### FANZA
- 畑野あさみ（2023年1月19日、東京恋人）
- 麻美（2023年1月23日、素人ホイホイZ）
- あさみん（2023年1月27日、素人ホイホイ）
- あさみ（2023年3月16日、午後の人妻）
- 麻美（2023年3月24日、しろうとちゃん。）
- あさみ＆しおり（2023年4月5日、俺の素人-Z-）
- あさみさん（2023年7月17日、俺の素人-Z-）
- あさみ（2023年8月4日、E★人妻DX）
- M159さん＆M159さん（2023年9月1日、蜃気楼）
- mizu（2023年9月8日、素人ホイホイFriends）
- ゆか（2023年11月5日、素人ギャラリー）
- あさみ（2023年12月8日、シロウトソシアルクラブ）
- みさ（2023年12月28日、MOON FORCE）
- あさ美（2024年1月6日、ION イイ女を寝取りたい）
- あさみ（2024年1月30日、ドキュメント de ハメハメ）
- みずはたさん（2024年2月8日、ドキュメント de ハメハメ）
- あさみ（2024年2月16日、あいすくりーむ）
- あさみ（2024年4月12日、素人プカプカ）
- 人妻さん36（2024年5月18日、人妻さん）
- あゆみ（2024年6月10日、素人ギャラリー）
- あさみ（2024年6月22日、素人ビリーバー）
- アサミ（2024年7月10日、素人熟女図鑑）
- アサミさん（2024年7月11日、BiBiD）
- アサミ 2（2024年8月10日、素人熟女図鑑）
- 極上美脚ママさん 16（2024年9月27日、蜃気楼）
- かな（2024年10月18日、ドキュメント de ハメハメ）
- あさみ（2024年11月8日、キミきめ）
- あさみ（2024年11月16日、キミきめ）
- あさみ（2025年1月23日、アイドリ）
- えみ＆あさみ（2025年1月28日、いんすた）
- あさみさん（2025年3月1日、しろうとガチャ）
- あさみ（2025年6月28日、いんすた）
- あさみ（2025年8月4日、MOON FORCE WIFE）

#### MGS
- 【●内SEXまみれ♪セックスレスな欲求不満ドM人妻と中出し不倫性交】『お尻叩いて…///』アブノーマルプレイでしか満たされない変態人妻と秘密の夜会…夫では満たされず4ヶ月ぶりの生チンに悦びながら快楽の底に墜ちまくる。溜まった性欲大解放のノンスットプ交尾3射精！！！【あまちゅあハメREC＃みさ＃看護師】（2023年2月7日、MOON FORCE 2nd）
- 【ご無沙汰人妻マ●コにガチ中出し】魅惑のスレンダー美女と合意不倫セックス！ドロー！添い寝カードッ！レスな人妻に添い寝ついでに乳首舐め手コキで射精KO！？手マンで潮吹き→バックで挿入！「久しぶりです」旦那以外のチ●コで感じまくり！喘いでイッてノンストップ腰振り！エロコスに着替えて大胆潮吹き連打！！旦那さん、あなたのお陰でこんなにスケベな奥さんに育ちましたよ♪【エロのお世話してみましたNO.1】（2023年2月25日、街角シロウトナンパ）
- あさみDカップ(27)美人若妻ドM美容部員（2023年3月9日、こりゃヌケる！）
- 麻美（2023年3月17日、しろうとちゃん。）
- 【きっと久しぶりであろうチ○ポに大興奮】結婚を控えた165cm長身美女、セックスレスの旦那には見せないであろうダイナミックグラインド騎乗位をカメラの前で披露……！ ネットでAV応募→AV体験撮影 1955（2023年3月20日、）
- 【職場でヤレる女】 仕事のデキる女上司は僕のセフレちゃん 裏の顔はチ○ポ欲しがりのオマ○コ女 －実はこの女ヤリマンです。－企画営業部 あさみ 29歳 水端あさみ（2023年3月23日、DIEGO.M）
- あさみ&しおり（2023年4月5日、俺の素人-Z-）
- 家まで送ってイイですか？case.218【こんなイキ方初めて見た！】フィストファック・腹イキ・脳イキ全身全霊大痙攣イキSP！⇒顔面ほぼ菜○緒！タワマン住みリアル港区女子⇒ビラビラ切除！膣に○○？名器と呼ばれるキツマン美女⇒SMホテルで見学プレイ…おじさんとワンナイト…看護士はやっぱりエロかった⇒「イケ！と言われただけでイケる！」初公開！前代未聞の性感開発（2023年4月8日、ドキュメンTV）
- ラグジュTV 1664 大人の色気溢れる…スレンダー美女との濃密なセックス！反り勃った肉棒を差し出せば何度も舌を絡ませ濃厚なフェラを披露。自身も密壺をトロトロに潤わせイき乱れる…！（2023年4月17日、）
- 【ピュア美麗妻×ドM覚醒爆潮SEX】学生時代は高嶺の花で多くの男達を虜にしてきた妻。キリッとした美顔は拘束、目隠し、首●め、鬼イラマ、スパンキング…で痙攣絶頂汁まみれ！ハードプレイで天性のエロスが遂に目覚める！！！（2023年5月2日、TANINBO）
- 「見つめ合いながら気持ち良くなろっ♪」 キス好きお姉さんのイチャコラキスで暴発寸前！！ ～すっぴんのSEXもあるよ～ 水端あさみ（2023年5月11日、DIEGO.M）
- あさみさん（2023年7月17日、俺の素人-Z-）
- 巨乳セレブ妻 ナンパ中出し イク時に浮き出る6パック！（2023年8月4日、E★人妻DX）
- あさみん(29) 素人ホイホイ・えろきゅん・素人・お姉さん・美乳・パイパン・色白・コスプレ・電マ・ハメ撮り（2023年8月25日、素人ホイホイ えろきゅん）
- 【応募】【初撮影】【顔出し】【性に飢えたワケ有り美女】【複数プレイ希望】Mさん&Mさん（2023年9月1日、蜃気楼）
- 非日常の快楽を求めてやってきた長身でスタイル抜群美人奥様 アサミさん(仮名)31歳（2023年9月30日、BiBiD）
- 【雪肌美身】【大量潮吹き&中出し】【特濃精子ごっくん♪】30歳の主任ナース 伊東さんは10年付き合う彼氏とセックスレスで絶賛欲求不満中！AVを見ながら電マオナニーで発散する日々....そんな悩めるアラサーちゃんにデカ●ンで大解決！半年ぶりのSEXに興奮を隠せない伊東さん。男優のデカすぎるチ●ポに大興奮でねっとりしゃぶりつく！我慢出来ず男の顔面におま●こを擦り付けまくるどすけべシックスナイン！念願のチ●ポに全身高潮びくびく痙攣絶頂！首●めハードピストンで激ファック！もう何度イったかわかりません！！最後は背徳中出しからの美顔を汚すぶっかけ精子を全部飲み干すごっくん！！飢えたアラサーの性欲恐るべし！！【アラサーちゃん。27人目 伊東さん】（2023年10月30日、Jackson）
- マジ軟派、初撮。 1986 おしゃれなミッドタウンで美人お姉さんをナンパ！モデル体型の超絶美脚！！！見た目とは真逆でホイホイ付いてきちゃう天然ちゃん！自分から腰を振ってしまうドエロお姉さんが、長い脚の麓から滝のような大量潮吹き！！！（2023年11月5日、）
- 【男の性癖色に染められたい×海辺で一晩限りの受精トリップ性交】凛としたクールビューティー美女、なのに惚れやすく、騙されやすい。相手が喜ぶなら…と変態プレイも受け入れる隠れマゾなお姉さんと濃厚ハメ撮りSEX！喉奥までツッコまれる勃起チ●ポを嬉しそうに感じつつ、首●めで美顔を赤く染め絶頂！オイルで煌めく美体を叩かれながらのハードピストンに、痙攣しながらイキ果てる！生ハメ中出し&ぶっかけ顔射！【NS TOKYO FUCK19人目 まみ】（2023年11月13日、SUKEKIYO）
- 【誰もが振り向く超絶美女が…】余分な前説、ヌルい前戯、一切無し！！イキなりフルスロットルで、最高級スタイルの美人看護師をイカせまくる！！！「●ぬ時に思い出せるセックスがしたいw照」と語る、性狂いトンデモ美女。知らないオジさんに開発された艶かしいカラダをくねらせ没入オーガズム！！！頬を紅潮させながら痙攣アクメ連発、衝撃の7Pセックス70分一本勝負が観れるのは「シロウト・ストロング」だけ！！！（2023年11月22日、DIEGO）
- 美脚お姉様系コンカフェ嬢の絶品足コキ！給料前借りの利子として子種を注がせてもらいました！【あさみ(23)】（2023年12月17日、ドキュメントdeハメハメ Plus）
- 【メンエス盗撮】モデル系ボディ&水着がスケスケ！余計な衣類は不要！シャツ一枚で勝負するオンナマエ美人セラピストと泡に紛れて禁断の本番を…！#担当:みずはたさん（2024年1月5日、ドキュメントdeハメハメ）
- 誘惑してる！？女子社員の浴衣がはだけて生乳ポロリで理性崩壊！社員旅行先の温泉旅館で同室に泊まることになった同僚社員とエロハプニング！！2（2024年1月12日、FALENO TUBE）
- mizu(31)素人ホイホイ・素人・ハメ撮り・ドキュメンタリー・お姉さん・高身長・くびれ・電マ・潮吹き・個人撮影（2024年3月8日、素人ホイホイFriends）
- 【NTR趣味旦那の前で妻をハメる】マゾなスレンダー美女を旦那の前でハメまくり！激しめイラマで喉奥刺激！さらに手マン膣奥も刺激して大量潮吹きw変態コス装着で興奮MAX！中出し+顔射でマーキング完了ッ！！【PornGirl】【asami】（2024年5月5日、街角シロウトナンパ）
- あゆみ（2024年6月16日、素人ギャラリー）
- 買取素人 あさみ（2024年6月28日、素人ビリーバー）
- 人妻さん 036（2024年6月29日、人妻さん）
- 「ガマンできない…ダメ？」【圧倒的美女がチ●ポ懇願】〈美人カワイイ〉〈細身どエロくびれ×美淫尻〉女性用風俗、それは女の究極のごほうびー。ホテルの一室で露呈される、生々しいオンナの性欲。「緊張する…挙動不審だったらすみません笑」初めてのファンタジーマッサージに照れ笑いするも、ジワジワと火照り艶めくカラダ。快感で腰を浮かせながらビクビクと何度も痙攣イキw散々イカされ続けとろけたマ●コは我慢できず「シたい…」禁断の本番行為の瞬間。ブリンブリンに弾ける美巨尻を鷲掴みにされて悦び喘ぎ…：file.02（2024年7月6日、prestigepremium）
- 「ガマンできない…ダメ？」【圧倒的美女がチ●ポ懇願】〈美人カワイイ〉〈細身どエロくびれ×美淫尻〉女性用風俗、それは女の究極のごほうびー。ホテルの一室で露呈される、生々しいオンナの性欲。「緊張する…挙動不審だったらすみません笑」初めてのファンタジーマッサージに照れ笑いするも、ジワジワと火照り艶めくカラダ。快感で腰を浮かせながらビクビクと何度も痙攣イキw散々イカされ続けとろけたマ●コは我慢できず「シたい…」禁断の本番行為の瞬間。ブリンブリンに弾ける美巨尻を鷲掴みにされて悦び喘ぎ…：file.02（2024年7月6日、prestigepremium）
- ハメ撮りが癖になった女の子がセフレをホテルに呼び出しエロエロハメ撮り（2024年7月9日、ION イイ女を寝取りたい）
- あさみ（2024年8月6日、素人プカプカ）
- 貪欲人妻のママ活・3本セットpart001（2024年8月31日、素人ギャラリー）
- 人妻限定高級エステサロン 無料体験チラシを持ってきた人妻あさみさん（2024年9月9日、中目黒人妻メンズエステ）
- 美脚OLのグラマラス撮影会！半泣きランジェリーお姉さんに豪快種付け！かな(26)（2024年10月18日、中目黒人妻メンズエステ）
- あさみ（2024年11月15日、KAKUJITSU）
- シロウト・ストロング PREMIUM 10（2024年12月4日、DIEGO.M）
- 【配信専用】【素人】【個人撮影フェラ】【顔出し有】 vol.3（2025年2月21日、ふぇち党）
- 【しっとりねっとり淫乱妻対決】那賀崎ゆきね&水端あさみが100万円をかけたエロの頂上決戦に挑む！！幾度と「寝取り」を繰り返してきた二人が遂に直接対決！フェロモン全開で痴女りまくる！！果たして勝者はどちらか…【極限セクシーバトル！ザ・エロモネア】（2025年3月28日、）
- 「個撮ナンパ」モデル級スレンダー美女がエロすぎてもう最高！（2025年4月19日、きゃっち）
- ママ友の仲良し美人奥様2人が【童貞君を探して筆おろしセックス出来たら100万円！？】 あさみさん&しおりさん W白衣の天使がヌキヌキハーレムご奉仕//元気に回復にむかう勃起チ○ポに大興奮しちゃって膣内射精治療！？ ゆら ゆい（2025年5月9日、俺の素人-Z- SECOND IMPACT）
- 性治療病棟の優秀な人妻看護師⻑ 水端あさみ（2025年5月23日、）
- オフパコ誘い待ちむっつりプレイヤーと個人撮影会♪超絶敏感ドエロボディセクシーエロ尻クール系レイヤー（2025年6月28日、オフパコ闇個撮）
- 田舎で囲われ孕まされた…村人たちの共有妻 水端あさみ（2025年7月18日、MOON FORCE WIFE）
- マゾ気質な長身美人妻が旦那を忘れ性癖マッチ率90%以上の他人棒チ●ポご奉仕...！『ごめんなさい...///』イラマ、手錠×スパンキングに恍惚→奥まで届く生チ●ポにガチイキ繰り返し濃厚ザーメン中出しW不倫SEX...！【あさみ/31歳/結婚5年目】（2025年8月4日、MOON FORCE WIFE）

#### FC2
- 【激カワ・不倫妻】欲求不満の熟れまんこ みさ31歳 4ヵ月ぶりのおちんちん ガチ生交尾で絶叫中イキ 中出し＆顔射（2023年1月30日、東京BUZZハメクション）
- 【応募・初撮影・顔出し】性に飢えたワケ有り美女　-限定-（2023年3月6日、ワクチン）
- 個撮)こんなに美しい人妻には出会えません3【ねっとりローリング＆美しいフェラ顔】エロ過ぎるフェラチオにやられました！【口内発射】（2023年9月14日、【フェラチオハンター】りょう）
- クレカ借金を身体で返済するコンカフェ嬢！美脚コキ＆長身SEX中出しでオーナーから給料前借り！【あさみ(23)】（2023年11月22日、雑談た●きの消えた投稿）
- まみ(29)クールビューティーな歯科衛生士。惚れやすく騙されやすい隠れマゾに受精覚悟の中出しトリップ。（2024年3月10日、横溝精子）
- 【顔出し】こんな可愛くて美しい奥様がいかがわしい街のラブホで知らない男二人と寝取られセックスをしているという事実にただただ驚かされるばかりです【嫁ちゃん倉庫（2024年4月4日、嫁ちゃん倉庫）
- 美脚がすぎるOLの誘惑黒パンティストッキング 水端あさみ（2024年9月21日、OFFICE_K'）
- 寝ても覚めても想うのは君のことばかり。キスもセックス最高と行ってくれる超美形彼女。（2024年11月16日、 イチャラブヘイタ）
- 寝ても覚めても想うのは君のことばかり。キスもセックス最高と行ってくれる超美形彼女。（2024年11月22日、 イチャラブヘイタ）
- 【素人】清楚な黒髪ロング人妻あさみさん(36歳) 佇まいや容姿からは想像もできませんが、不倫セックスでよだれ垂らしまくり。（2024年6月12日、熟妻太郎）
- 【7/22まで特別価格】お泊りして朝日が昇るまでに4回セックスして100回イク日本一美人なナース『前半』（2025年7月13日、イチャラブヘイタ）
- ゴム手袋手コキフェラ～スパイガール/あさみ～（2025年6月14日、暗黒痴女）
- 【7/31まで特別価格】お泊りして朝日が昇るまでに4回セックスして100回イク日本一美人なナース『後半』（2025年7月19日、イチャラブヘイタ）

### イメージDVD
- 美麗なハダカ 水端あさみ（2022年10月26日、スパイスビジュアル）

## 出演

### YouTube
- 【前編】水端あさみインタビュー!美熟女女優の初体験の場所は小○校の校庭???（2022年10月3日、実話BUNKAタブーチャンネル）
- 【後編】水端あさみインタビュー!本人と一緒にデビュー作を観てみた結果（2022年10月3日、実話BUNKAタブーチャンネル）

### ウェブテレビ
- 鶴瓶&ナイナイのちょっとあぶないお正月（2023年1月1日、ABEMA） - 郵便局員美女として「英語禁止ボウリング」に出演[11]

### 映画
- スキャンダルの夜 寝取られミナミ（2025年7月4日、オーピー映画）- ミナミ 役

### 音楽イベント
- 月で逢いましょう vol.91 ニューカマースペシャル（2024年4月16日、東京・三軒茶屋グレープフルーツムーン）[6]

## 掲載

### 雑誌
- 週刊プレイボーイ No.27（集英社） - 「2022年 上半期新人AV女優「キャッチフレーズ」選手権!!」
- 実話BUNKA超タブー 2022年9月号（コアマガジン） - 袋とじ「恥ずかしがる本人とデビュー作を一緒に観てみた」